# Craig Davies (football)
Pour les articles homonymes, voir Davies.
Craig Martin Davies, né le 9 janvier 1986 à Burton upon Trent (Angleterre), est un footballeur international gallois, qui évolue au poste d'attaquant à Mansfield Town.

## Carrière

### En club
Le 7 juin 2011, Craig Davies signe un contrat de deux ans avec Barnsley.
À l'issue de la saison 2014-15, il est libéré par Bolton. Le 7 juillet 2015, il rejoint Wigan Athletic.
Le 7 janvier 2017, il rejoint Scunthorpe United. 
Le 22 juin 2017, il rejoint Oldham Athletic.
Le 29 juin 2018, il rejoint Mansfield Town.

### Sélection internationale
Entre 2005 et 2008, Davies est sélectionné 5 fois en équipe du pays de Galles. Dès 2004, il est appelé en sélection espoirs et parvient à inscrire un triplé le 24 mai 2006 lors de la rencontre opposant le pays de Galles à l'Estonie. Ce triplé n'a été réalisé en sélection galloise espoirs que par quatre joueurs : Davies, John Hartson, Lee Jones et Ched Evans.
Sa première sélection internationale chez les A a lieu lors de la rencontre pays de Galles-Slovénie le 17 août 2005. Davies entre à la 85e minute et le match se termine sur le score de 0-0.

## Palmarès
Wigan Athletic
- Champion d'Angleterre de D3 en 2016